# Desigualtat de Màrkov
La desigualtat de Màrkov en teoria de probabilitat proporciona una fita superior per a la probabilitat que una funció no negativa d'una variable aleatòria sigui major o igual que una constant positiva. El seu nom li ve del matemàtic rus Andrei Màrkov. La desigualtat de Màrkov relaciona les probabilitats amb l'esperança matemàtica i proporciona cotes útils-encara que habitualment poc ajustades-per a la funció de distribució d'una variable aleatòria.

## Teorema
La desigualtat de Màrkov afirma que si X és una variable aleatòria qualsevol i a > 0, llavors
{\displaystyle {\textrm {Pr}}(|X|\geq a)\leq {\frac {{\textrm {E}}(|X|)}{a}}.}

## Prova
Per a qualsevol succés A, sigui IA la variable aleatòria indicadora d'A, és a dir, IA = 1 si ocorre A i és 0 en el cas contrari. Llavors
{\displaystyle aI_{(X\geq a)}\leq X.\,}
Per tant
{\displaystyle \operatorname {E} (aI_{(|X|\geq a)})\leq \operatorname {E} (|X|).\,}
Ara, noti's que el costat esquerre d'aquesta desigualtat coincideix amb
{\displaystyle a\operatorname {E} (I_{(|X|\geq a)})=a\Pr(|X|\geq a).\,}
Per tant, tenim
{\displaystyle a\Pr(|X|\geq a)\leq \operatorname {E} (|X|)\,}
i com a > 0, es poden dividir dos costats entre a.

## Prova alternativa
Una prova més formal, relacionada amb l'anàlisi real, és la següent:
{\displaystyle \Pr(|X|\geq a)=\int _{a}^{\infty }{f(x)dx}\leq \int _{a}^{\infty }{{\frac {|x|}{a}}f(x)dx}\leq {\frac {1}{a}}\int _{-\infty }^{\infty }{|x|f(x)dx}={\frac {\operatorname {E} (|X|)}{a}}}
A la introducció de {\displaystyle {\frac {|x|}{a}}}, noti's que, ja que estem considerant la variable aleatòria només en els seus valors iguals o majors a {\displaystyle a}, {\displaystyle |X|\geq a} i, per tant, {\displaystyle {\frac {|X|}{a}}\geq 1}, de manera que en multiplicar {\displaystyle f(x)dx} per alguna cosa més gran a un serà igual o més gran. La segona desigualtat ve d'afegir la suma {\displaystyle \int _{-\infty }^{a}{|x|f(x)dx}}, que sempre serà positiva ja que s'integra una cosa positiva com és el valor absolut (per: {\displaystyle f(x)} que és positiva).
- La desigualtat de Màrkov s'utilitza per provar la desigualtat de Chebyshev.